# Агнес фон Вюртемберг (1295 – 1317)
Вижте пояснителната страница за други личности с името Агнес фон Вюртемберг.
Агнес фон Вюртемберг (на немски: Agnes von Württemberg; * 1295; † 18 януари 1317) е графиня от Вюртемберг и чрез женитба графиня на Йотинген в Швабия, Бавария.

## Произход
Дъщеря е на граф Еберхард I фон Вюртемберг (1265 – 1325) и третата му съпруга маркграфиня Ирменгард фон Баден (1270 – 1320), дъщеря на маркграф Рудолф I фон Баден.

## Фамилия
Агнес се омъжва пр. 3 март 1313 г. за граф Лудвиг VI фон Йотинген (* ок. 1240; † 29 септември 1346), син на граф Лудвиг V фон Йотинген (* ок. 1240; † 9 ноември 1313) и първта му съпруга бургграфиня Мария фон Цолерн-Нюрнберг († пр. 28 март 1299), дъщеря на бургграф Фридрих III фон Нюрнберг († 1297) и Елизабет фон Андекс-Мерания († 1272). Те имат четири деца:
- Лудвиг IX (* ок. 1310; † 22 юли 1342 във Венице, Италия)
- Еберхард († 10 ноември 1335), каноник във Фойхтванге, приор на Св. Гумберт в Ансбах
- Албрехт († 11 февруари 1357), женен пр. 31 януари 1348 г. за Аделхайд фон Ортенберг († ок. 17 август 1391)
- Ирмгард/Ирменгарда (* ок. 1304; † 6 ноември 1399 в манастир Либенау, Вормс), омъжена през август 1320 г. за пфалцграф Адолф при Рейн (* 27 септември 1300; † 29 януари 1327), син на граф и пфалцграф Рудолф I фон Пфалц, херцог на Баврия (1274 – 1319)

Нейният съпруг Лудвиг VI фон Йотинген се жени втори път в Баден на 26 април 1319 г. за Юта фон Хабсбург (* 1302; † март 1329, Виена), дъщеря на херцог Албрехт I от Австрия, германски крал (1298 – 1308).